# 榎本栄次
榎本 栄次（えのもと えいじ、1941年 - ）は、日本の牧師。榎本保郎は実兄。

## 経歴
兵庫県淡路島出身。立命館大学理工学部在学中に、京都世光教会を創設した兄榎本保郎牧師の影響を受ける。立命館大学卒業後は一度中学教師となるが、翌年に同志社大学神学部に編入学し、1968年に卒業して、札幌北光教会に赴任した。1976年に札幌市郊外の太平で開拓伝道を始めて、14年間で中堅の教会を形成する。
1990年より2003年まで新潟県の敬和学園高等学校の校長を務めた。その後、兄保郎の牧会をしていた日本基督教団今治教会に赴任する。